# 中国山脈縦断100kmウォーク
中国山脈縦断100kmウォーク（ちゅうごくさんみゃくじゅうだん100キロウォーク）とは、広島県山県郡安芸太田町から主に国道191号線を通り島根県益田市までの100キロを制限時間30時間以内で歩く大会である。

## 開催日
- 第3回　2011年6月11日 - 12日
- 第4回　2012年6月9日 - 10日
- 第5回　2013年6月8日 - 9日
- 第6回　2014年6月7日 - 8日
- 第7回　2015年6月13日 - 14日
- 第8回　2016年6月11日 - 12日

## コース等
※2012年
- スタート　午前8時30分広島県山県郡安芸太田町の道の駅来夢とごうちスタート
- 第1CP(19km地点)　深入山グリーンシャワー（CP閉鎖時間14:30)
- 第2CP(38km地点)　道の駅匹見峡（CP閉鎖時間20:00)
- 第3CP(50km地点)　道の駅サンエイト美都（CP閉鎖時間0:00)
- 第4CP(72km地点)　サンワード（CP閉鎖時間6:30)
- 第5CP(79km地点)　持石海岸ふれあい広場（CP閉鎖時間8:30)
- 第6CP(90km地点)　羽原スポーツ広場（CP閉鎖時間12:00)
- 第7CP(96km地点)　ポプラ横田店（CP閉鎖時間13:30)
- ゴール　島根県益田市のＭランド益田校(14:30タイムアップ)

※2013年
- スタート　午前8時30分広島県山県郡安芸太田町の道の駅来夢とごうちスタート
- 第1CP(19km地点)　深入山グリーンシャワー
- 第2CP(50km地点)　道の駅匹見峡
- 第3CP(62km地点)　道の駅サンエイト美都
- 第4CP(84km地点)　サンワード
- 第5CP(91km地点)　持石海岸ふれあい広場（CP閉鎖時間12:00)
- ゴール　島根県益田市のＭランド益田校(14:30タイムアップ)

（注）CPはチェックポイントの略。

## 概要
Mランド益田校（自動車教習所）が毎年行っているMランドまつりというイベントの一環として行われている大会である。スタートは広島県安芸太田町の道の駅来夢とごうち。ゴールは島根県益田市のＭランド益田校。制限時間は30時間、参加料は5,000円。
主に国道191号線を通り、最大高低差800m以上。
第3回大会の正式名称は「中国山脈縦断完歩できる100kmウォーク」であったが、第4回大会では「中国山脈横断完歩できる100kmウォーク」と縦断から横断へと大会名の変更が行われている。

## その他
- CPが多いが、実際にICタグで時間管理しているのはスタート、第3CP(50km地点)、ゴールの3ヵ所である
- 他のCPではゼッケン番号を控えるのみとなっている
- 第1CP深入山グリーンシャワーではお弁当を貰える
- 2013年第5回大会は前年よりコース変更が行われた

## 過去参加者数・完歩者数・完歩率
- 第4回　194名　完歩117名　完歩率60.3%
- 第5回　252名　完歩166名　完歩率65.9%
- 第6回　289名　完歩201名　完歩率69.6%
- 第7回　284名　完歩198名　完歩率69.7%
- 第8回　358名　完歩255名　完歩率71.2%